# Франц Фиделис фон Кьонигсег-Ротенфелс
Франц Фиделис (Фидел) Антон фон Кьонигсег-Ротенфелс (на немски: Franz Fidelis (Fidel) Anton Graf von Königsegg-Rothenfels; * 19 февруари 1750; † 10 септември 1804, Именщат, Швабия, Бавария) от стария швабски благороднически род фон Кьонигсег, е граф на Кьонигсег-Ротенфелс. Резиденцията му е двореца в Именщат в Алгой.

## Произход и наследство
Той е големият син, второто дете, на граф Йозеф Лотар Франц фон Кьонигсег-Ротенфелс (1722 – 1761) и съпругата му графиня Мария Амалия фон Кьонигсег-Аулендорф (1729 – 1795), дъщеря на граф Карл Зайфрид фон Кьонигсег-Аулендорф (1695 – 1765) и графиня Мария Фридерика Розалия фон Йотинген-Шпилберг (1699 – 1759). Внук е на граф Франц Хуго фон Кьонигсег-Ротенфелс (1698 – 1772) и графиня Мария Франциска фон Хоенцолерн-Зигмаринген (1697 – 1767). Правнук е на имперски граф Албрехт Евзебий Франц фон Кьонигсег-Ротенфелс (1669 – 1736) и Мария Клара Филипина Фелицитас фон Мандершайд–Бланкенхайм (1667 – 1751). Братята му са неженените Йозеф Юлиус Франц Ксавер (1751 – 1810), Йозеф Юлиус Франц Ксавер (1751 – 1810) и Максимилиан Йозеф Юлиус Мария (1757 – 1831).
Родът Кьонигсег се разделя през 1588 г. на линиите Кьонигсег-Ротенфелс и Кьонигсег-Аулендорф. Главният град е Именщат. Графството Ротенфелс през 1804 г. е за кратко към Австрия. Франц Фиделис фон Кьонигсег-Ротенфелс получава затова имоти в Австрия и Унгария. На 16 декември 1805 г. територията, чрез мирния договор в Пресбург, отива към Бавария.
Франц Фиделис умира на 54 години на 10 септември 1804 г. в Именщат.

## Фамилия
Първи брак: на 25 юни 1771 г. с графиня Мария Кресценция Йозефа Терезия Алойзия Анастасия фон Валдбург-Цайл (* 25 април 1752; † 9 април 1784), дъщеря на граф Франц Ернст фон Валдбург-Цайл-Вурцах (1704 – 1781) и графиня Мария Елеонора фон Кьонигсег-Ротенфелс (1711 – 1766), дъщеря на граф Албрехт Евзебий Франц фон Кьонигсег-Ротенфелс (1669 – 1736) и графиня Мария Клара Филипина Фелицитас фон Мандершайд-Бланкенхайм (1667 – 1751). Те имат две деца, които умират като бебета:
- Максимилиан Йозеф (* 7 февруари 1773; † 9 февруари 1773)
- Йохан Непомук Гебхард (* 20 ноември 1782; † 29 декември 1783)

Втори брак: на 24 януари 1785 г. с графиня Мария Йозефа Лудовика фон Валдбург-Цайл (* 19 октомври 1756; † 23 август 1798), сестра на 1. княз Максимилиан фон Валдбург-Цайл-Траухбург (1750 – 1818), дъщеря на фрайхер и граф Франц Антон фон Валдбург-Цайл-Траухбург (1714 – 1790) и графиня Мария Анна София Тереза фон Валдбург-Траухбург (1728 – 1782). Те имат осем деца:
- Мария Кресценция (* 30 януари 1786, Именщат; † 13 декември 1821, Милтенберг ам Майн), омъжена на 15 април 1807 г. в Констанц за 4. княз Доминик Константин фон Льовенщайн-Вертхайм-Рошфор (* 16 май 1762; † 18 април 1814)
- Мария Йохана (* 8 февруари 1787; † 7 април 1788)

- Йохан Непомук Гебхард фон Кьонигсег-Ротенфелс (* 6 януари 1790; † 1 октомври 1867), женен I. 1812 г. за графиня Отилия Алмази (* 1795; † 1 септември 1832), II. на 19 август 1848 г. за Матилда Лусон (* 1831; † 15 февруари 1913, Виена)
- Йозеф Антон (* 19 март 1791; † 14 януари 1792)
- Катарина Кресценция (* 1 април 1792; † 23 юни 1843, Бодман), омъжена на 11 юни 1833 г. за фрайхер Йохан Франц фон и цу Бодман (* 14 януари 1775; † 17 юни 1833, Бодман)
- Зигизмунд Антон (* 4 юли 1794; † 1846), женен за Тереза Тьорьок де Варад
- Мария Антония (* 30 декември 1795)
- Мария Анна (* 22 март 1797), омъжена за фрайхер фон Холиаки

Трвти брак: на 7 януари 1800 г. с фрайин Виктория Кемпф фон Ангрет († 11 март 1856). Те имат един син:
- Франц Карл (* 15 февруари 1801)